# Copa da Liga Escocesa 1956–57
A Copa da Liga Escocesa de 1956-57 foi a 11º edição do segundo mais importante torneio eliminatório do futebol da Escócia. O campeão foi o Celtic F.C., que conquistou seu 1º título na história da competição ao vencer a final contra o Partick Thistle F.C., pelo placar de 3 a 0.

## Premiação
| Copa da Liga Escocesa de 1956-57 |
| Escócia                          |
| -------------------------------- |
| Celtic F.C. Campeão (1º título)  |